# 陳鴻楷
陳鴻楷，又名陳樹楷，香港導演。曾參與業餘話劇演出，1970年代中期在麗的電視任職助理編導，1977年升任編導拍攝了《電視人》、《危險人物》等劇。1979年轉投無綫電視任職編導，拍攝了多部經典電視劇如《網中人》、《上海灘》、《輪流轉》、《儂本多情》等。亦曾先後到過台灣及馬來西亞拍攝電視劇。1989年重返前身為麗的電視的亞洲電視擔任編導及監製至1990年代中期。

## 電視劇

### 麗的電視/亞洲電視
- 1977年：《電視人》
- 1977年：《大件事》
- 1978年：《危險人物》
- 1978年：《奇兵36》
- 1989年：《皇家檔案》
- 1989年：《野櫻花》
- 1989年：《霹靂神將》
- 1990年：《大富大貴》
- 1990年：《樓下伊人》
- 1991年：《發達智多星》
- 1991年：《豪門》
- 1992年：《八婆會館》
- 1993年：《隔世天師》
- 1993年：《梁天來》
- 1994年：《郎心如鐵》（又名《失落真心》）
- 1995年：《美夢成真》
- 1995年：《悲情都市之毒海孝子》

### 無綫電視
- 1979年：《抉擇》
- 1979年：《網中人》
- 1980年：《勢不兩立》
- 1980年：《上海灘》
- 1980年：《親情》
- 1980年：《輪流轉》
- 1981年：《富貴榮華》
- 1982年：《香城浪子》
- 1984年：《儂本多情》
- 1986年：《神勇CID》
- 1986年：《赤腳紳士》
- 1987年：《鄭成功》
- 1987年：《書劍恩仇錄》

## 電影
- 1978年 ：《偷食搶食搵飯食》
- 1980年 ：《爛命一條》
- 1984年 ：《五路財神大顯神通》

## 外部連結
- 香港電影導演大全-陳鴻楷 （页面存档备份，存于）